# Thelyphonus doriae
Thelyphonus doriae är en spindeldjursart som beskrevs av Tord Tamerlan Teodor Thorell 1888. Thelyphonus doriae ingår i släktet Thelyphonus och familjen Thelyphonidae.

## Underarter
Arten delas in i följande underarter:
- T. d. doriae
- T. d. hosei